# Jon Nödtveidt
Jon Andreas Nödtveidt (28 de junho de 1975 – 13 de agosto de 2006)  foi o guitarrista e vocalista da banda de black metal sueca Dissection, fundada em 1989. Nödtveidt suicidou-se com um tiro na cabeça no dia 13 de agosto de 2006.
Nödtveidt foi membro da Misanthropic Luciferian Order (Ordem Misantrófica Luciferiana, hoje conhecida como Temple of The Black Light) e também da gangue suéca Werewolf Legion. Ao contrário do que diz a crença popular, ele não foi um dos seus fundadores, mas foi introduzido por amigos próximos.
Nödtveidt foi considerado culpado de participar do assassinato do homossexual Josef ben Meddour, ato que teria sido motivado pelo seu envolvimento com o Satanismo Anti-Cósmico.

## Morte
No dia 13 de agosto de 2006, Nödtveidt foi encontrado morto eu seu apartamento em Hässelby. Aparentemente se suicidou com um tiro na cabeça, rodeado por velas acesas.
Inicialmente foi reportado que ele teria sido encontrado com um exemplar da Bíblia Satânica, algo que mais tarde foi negado pelo guitarrista Set Teitan. Segundo Teitan "não era um exemplar da ateísta, humanista e egocêntrica bíblia satânica de Anton LaVey que Jon tinha consigo, mas sim um grimório de satânico anticósmico (o Liber Azerate). Ele desprezava LaVey e a Igreja de Satan".
O irmão de Jon, Emil "Nightmare Industries" Nödtveidt, guitarrista e tecladista da banda sueca de metal industrial Deathstars, escreveu uma música chamada "Via the End" na noite em que soube do suicídio do seu irmão. A canção está presente no terceiro álbum de estúdio da banda, Night Electric Night.
Em sua opinião sobre o suicídio, Jon Nödtveidt uma vez disse:
| “ | O satanista decide sobre a sua vida e a sua morte e prefere ir embora com um sorriso em seus lábios quando ele chega no ápice da sua vida, quando ele já conseguiu tudo o que queria, e quer transcender sua existência nessa terra. Mas é completamente não-satânico acabar com a própria vida por estar se sentindo triste ou miserável. O satanista morre forte, não pela idade, doença ou depressão, e ele escolhe a morte antes da desonra! A morte é o orgasmo da vida! Então viva a vida de forma mais intensa possível! | ” |

## Ligações Externas
- Temple of the Black Light